# Charles James McDonald
Charles James McDonald, född 9 juli 1793 i Charleston i South Carolina, död 16 december 1860 i Marietta i Georgia, var en amerikansk demokratisk politiker. Han var Georgias guvernör 1839–1843.
McDonald utexaminerades 1816 från South Carolina College, studerade sedan juridik och inledde 1817 sin karriär som advokat i Macon i Georgia. År 1839 efterträdde han George Rockingham Gilmer som Georgias guvernör och efterträddes 1843 av George W. Crawford.
McDonald tjänstgjorde som domare i Georgias högsta domstol 1855–1859. Han avled 1860 och gravsattes på St. James Episcopal Cemetery i Marietta.